# Narinder Singh Kapany
Narinder Singh Kapany, né le 31 octobre 1926 et mort le 4 décembre 2020, est un physicien indo-américain connu pour ses travaux sur la fibre optique,,. On lui attribue l'invention du terme fibre optique et il est également considéré comme le « père de la fibre optique »,.
Le magazine Fortune l'a désigné comme l'un des sept « héros méconnus » dans leur numéro Hommes d'affaires du siècle en 1999,,.

## Biographie

### Jeunesse et recherche
Narinder Singh Kapany naît le 31 octobre 1926, dans une famille sikh à Moga, Punjab,. Il étudie à Dehradun et obtient son diplôme de l' Université d'Agra. Il sert brièvement en tant qu'officier du service indien des usines d'artillerie, avant d'aller à l'Imperial College de Londres en 1952 pour travailler sur un Ph.D. en optique de l'Université de Londres, qu'il a obtenu en 1955.
À l'Imperial College, il travaille avec Harold Hopkins sur la transmission par fibres, obtenant pour la première fois en 1953 une bonne transmission des images grâce à un grand faisceau de fibres optiques,,. Les fibres optiques avaient déjà été essayées pour la transmission d'images, mais la technique de Hopkins et Kapany permet d'obtenir une bien meilleure qualité d'image qu'auparavant. Ceci, combiné avec le développement quasi simultané de gaines optiques par le scientifique néerlandais Bram van Heel, contribue à lancer le nouveau domaine de la fibre optique. Narinder Singh Kapany invente le terme "fibre optique" dans un article du Scientific American en 1960, il écrit le premier livre sur ce nouveau domaine et est le chercheur, l'écrivain et le porte-parole le plus éminent de ce nouveau domaine,,.
Les recherches et les travaux de Narinder Singh Kapany portent sur les communications par fibres optiques, les lasers, l'instrumentation biomédicale, l'énergie solaire et la surveillance de la pollution. Il a plus de cent brevets et est membre du Conseil national des inventeurs. Il est Fellow international de nombreuses sociétés scientifiques, dont l'Académie royale d'ingénierie, l'Optical Society et l'Association américaine pour l'avancement des sciences.

### Carrière

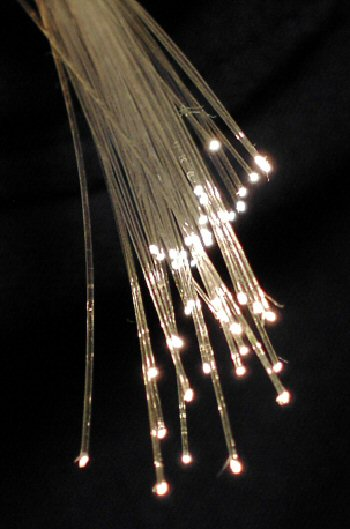
Fibres optiques

En tant qu'entrepreneur et cadre d'entreprise, Narinder Singh Kapany se spécialise dans les processus d'innovation et la gestion de la technologie et du transfert de technologie. En 1960, il fonde Optics Technology Inc. et est président du conseil d'administration, président et directeur de la recherche pendant douze ans. En 1967, la société entre en bourse avec de nombreuses acquisitions et joint-ventures aux États-Unis et à l'étranger. En 1973, il fonde Kaptron Inc. et en est le président et le directeur général jusqu'en 1990, date à laquelle il vend la société à AMP Incorporated. Pendant les neuf années suivantes, il est membre de l'AMP, dirigeant le programme des entrepreneurs et des experts techniques et occupant le poste de technologue en chef pour les communications mondiales. Il fonde K2 Optronics. Il siège également au conseil d'administration de diverses entreprises. Il est membre de la Young Presidents Organization et plus tard de la World Presidents Organization,.
En tant qu'universitaire, Narinder Singh Kapany enseigne et supervise les activités de recherche des étudiants de troisième cycle. Il est professeur régent à l'Université de Californie à Berkeley (UCB) et à l'Université de Californie à Santa Cruz (UCSC). Il est également directeur du Centre pour l'innovation et le développement entrepreneurial (CIED) de l'UCSC pendant sept ans. À l'Université de Stanford,il est chercheur invité au département de physique et professeur consultant au département de génie électrique.
En tant qu'auteur et conférencier, il publie plus de 100 articles scientifiques et quatre livres sur l'optoélectronique et l'entrepreneuriat. Il donne des conférences à diverses sociétés scientifiques nationales et internationales. Son article sur la fibre optique dans Scientific American en 1960 a établi le terme "fibre optique". En novembre 1999, le magazine Fortune publie les profils de sept personnes qui ont grandement influencé la vie au XXe siècle mais qui sont des héros méconnus. Narinder Singh Kapany est l'un d'entre eux

### Philanthropie et art

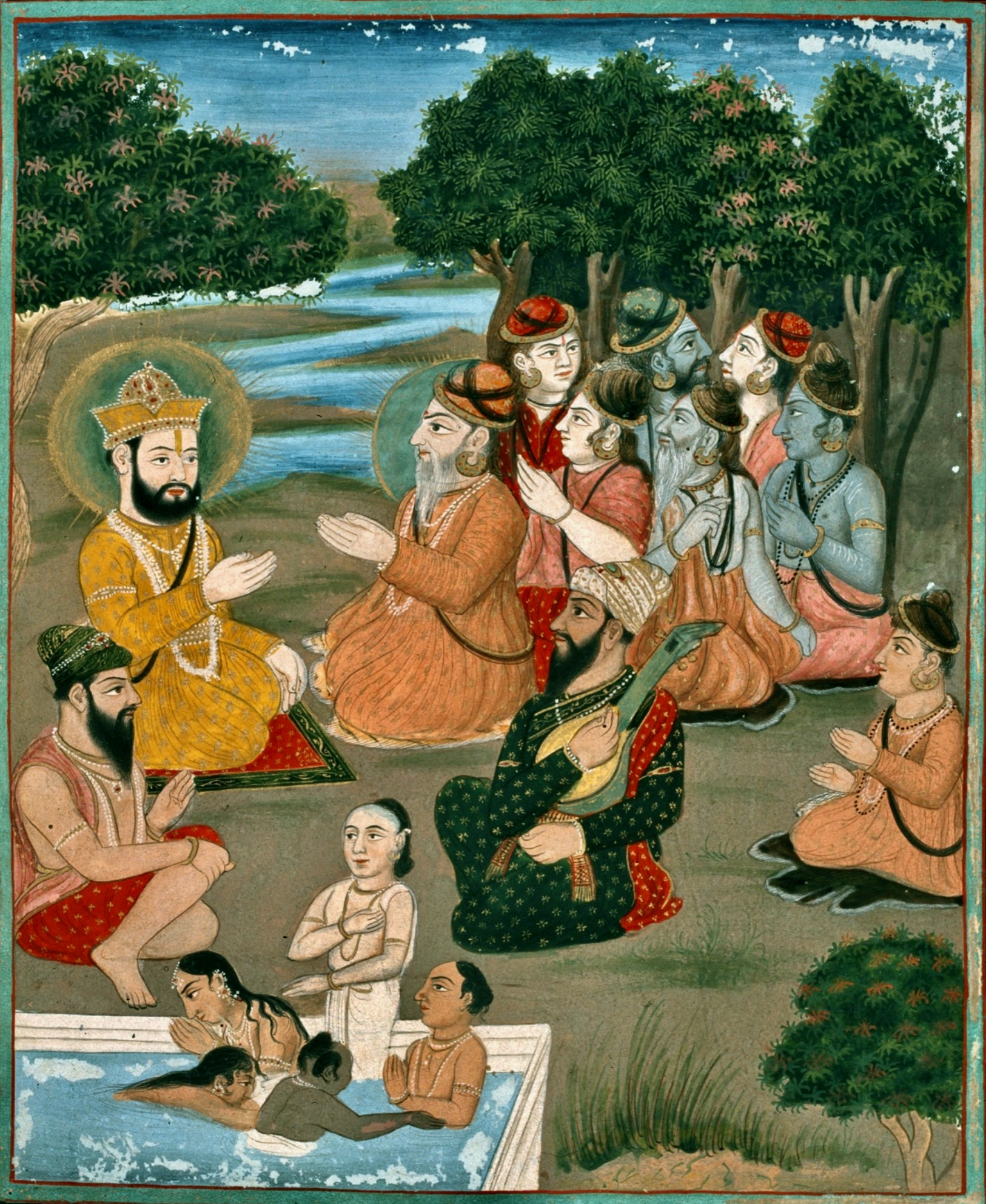
Aquarelle sikh du XIXe siècle peinte sur papier de la collection Kapany du Musée d'art asiatique de San Francisco. L'œuvre représente Guru Nanak rencontrant les Siddhas (Yogins) du Nath Yoga dans le village d'Achal Batala.

En tant que philanthrope, il est actif dans l'éducation et les arts. Il est le président fondateur de la Fondation Sikh et est l'un des principaux bailleurs de fonds de ses activités pendant plus de 50 ans. En collaboration avec des institutions et des éditeurs internationaux, la Fondation gère des programmes dans les domaines de l'édition, des universités et des arts. En 1998, Narinder Singh Kapany créé une chaire d'études sikhes à l'Université de Californie à Santa Barbara. En 1999, il fait un don de 500 000 dollars au Musée d'art asiatique de San Francisco, qui créé une galerie dans son nouveau bâtiment pour exposer les œuvres de sa collection d'art sikh dont il a fait don,,. En 1999, il crée une chaire d'opto-électronique à l'université de Californie à Santa Cruz. Il est également administrateur de la fondation de l'université de Californie à Santa Cruz. Il est administrateur de la Menlo School à Menlo Park, en Californie.
En tant que collectionneur d'art, Narinder Singh Kapany se spécialise dans l'art sikh. Il fournit des peintures et d'autres objets en prêt pour l'exposition Arts of the Sikh Kingdoms, qui se tient au Victoria & Albert Museum de Londres à partir de mars 1999. De là, l'exposition est présentée au Musée d'art asiatique de San Francisco (avec la Fondation Sikh comme sponsor) et est inaugurée en mai 2000 au Musée royal de l'Ontario à Toronto. L'exposition fait suite à Splendeurs du Pendjab : Sikh Art and Literature in 1992 organisée par Narinder Singh Kapany en collaboration avec le Musée d'art asiatique et UC Berkeley pour célébrer le 25e anniversaire de la Sikh Foundation. En tant qu'artiste, les sculptures dynoptiques de Narinder Singh Kapany sont exposées à l'Exploratorium du Palais des Beaux-Arts de San Francisco en 1972 et dans des musées et galeries d'art à Chicago, Monterey, Palo Alto et Stanford,.

### Mariage et décès
Narinder Singh Kapany épouse Satinder Kaur en 1954, à Londres. Il meurt le 4 décembre 2020 à l'âge de 94 ans.

## Prix et récompenses
Il reçoit de nombreux prix, dont le Pravasi Bharatiya Samman, décerné par le gouvernement indien en 2004, le Prix d'excellence 2000 de la Chambre de commerce panasiatique américaine en 1998. En 1999, le magazine Fortune le définit comme un « héros méconnus » dans le numéro Businessmen of the Century,. Il reçoit en 2008 le prix Fiat Lux de la Fondation de l'Université de Californie à Santa Cruz,.